# Scymnus huachuca
Scymnus huachuca är en skalbaggsart som beskrevs av Gordon 1976. Scymnus huachuca ingår i släktet Scymnus och familjen nyckelpigor. Inga underarter finns listade i Catalogue of Life.